# Долгоруков, Пётр Алексеевич
Князь Пётр Алексеевич Долгору́ков (ок. 1614 — 8 февраля 1669) — русский военный и государственный деятель, стольник, окольничий и воевода во времена правления Михаила Фёдоровича и Алексея Михайловича.  Рюрикович в XXIII колене из княжеского рода Долгоруковы.
Младший из трех сыновей воеводы князя Алексея Григорьевича Чертёнка Долгорукова. Имел братьев: бояр, князей Юрия и Дмитрия Алексеевичей и сестру княжну Степаниду Алексеевну.

## Биография
Пожалован в царские стольники (12 июля 1635-1640). Оставался в Москве для её "бережения" во время путешествия Государя в Троице-Сергиев монастырь (04 октября 1638). Исправлял дворцовые должности (1638-1667). На службе в Мценске в полку князя Алексея Никитича Трубецкого (1646), тоже в Ливнах и Белгороде в полку князя Никиты Ивановича Одоевского (1647). Воевода в Нижнем Новгороде (1648-1651). Пожалован в окольничие (02 февраля 1653). В 1654 году участвовал в первом походе царя Алексея Михайловича на Великое княжество Литовское и принимал участие в осаде Смоленска, при приступе города находился у Малаховских ворот, у старого пролома (14 августа 1654). В том же походе состоял при обозе (май 1655). Участвовал в переговорах со шведским послом (12 ноября 1655). Представлял Государю цесарского посла (10 июля 1656), на следующий день обедал у Государя и жалован за польский поход шубою, кубком и придачей к окладу. Послан 1-м воеводой в Смоленск (1656-1658). Указано идти на Калугу (08 ноября 1659) и находился в русской армии, где служил под командованием своего старшего брата и знаменитого воеводы, князя Юрия Алексеевича Долгорукова. Обедал у Государя (05 мая 1660) и назначен воеводою в сход с братом Юрием (08 сентября 1660). Воевода в Смоленске (1661-1663). В 1664 году возглавил войско, действующее в Белоруссии, заменив Ивана Хованского. Одержал победу над литовцами в битве при Чашниках, осадил Дисну, но был вынужден отступить в Великие Луки. По обнаружении измены гетмана Брюховецкого, назначен товарищем к брату Юрию, должен идти в Белёв и собравшись с ратными людьми идти в Севск воевать с изменниками, но под Глуховым получил указание сдать полк князю Григорию Семёновичу Куракину, а самому ехать в Москву (1668). В 1668 году находился на воеводстве в Смоленске.
Имел поместья в Московском уезде.
Умер († 08 февраля 1669), имел молитвенное имя Кир, погребён в московском Богоявленском монастыре.

## Семья
Женат дважды:
1. Аксинья Прокофьевна, была "приезжей боярыней" царицы Марии Ильиничны Милославской. От брака дочь: 
- Анна Петровна († 1706) — жена (с 1667) боярина Алексея Семёновича Шеина, погребена рядом с отцом.

2. Домна Яковлевна урождённая Толочанова († 11 марта 1706) —  дочь воеводы Якова Михайловича Толочанова. женился (1656), похоронена рядом с мужем. От брака родилась дочь: 
- Василиса Петровна —  жена князя Алексея Никитича Урусова; у них сыновья Григорий и Василий.

## Критика
Вероятно, что его 1-я жена, Аксинья Прокофьевна, дочь Прокофия Фёдоровича Соковнина.
П.В. Долгоруков в "Российской родословной книге" и П.Н. Петров в "Истории родов русского дворянства", согласно данными надписей Богоявленского монастыря, указывают год смерти дочери Анны Петровны († 12 августа 1667), а в "Сказание о роде Долгоруковых" († 12 ноября 1671).  Все эти указания не верны, так как вотчинные справки указывают о покупке имений в Московском уезде в более позднее время.